# Rimini megye
Rimini megye (olaszul: Provincia di Rimini, romanyol nyelven Pruvèinza ad Rémmne) Emilia-Romagna egyik megyéje. 
Marcheval (Pesaro és Urbino megye), San Marinóval, az Adriai-tengerrel, Forlì-Cesena megyével és Toszkánával (Arezzo megye) határos. A megye elsősorban idegenforgalmi szempontból jelentős, fürdővárosai: Rimini, Riccione, Bellaria-Igea Marina, Misano Adriatico és Cattolica tengerpartjai 30 km hosszan nyúlnak végig az Adria partján.

## Története

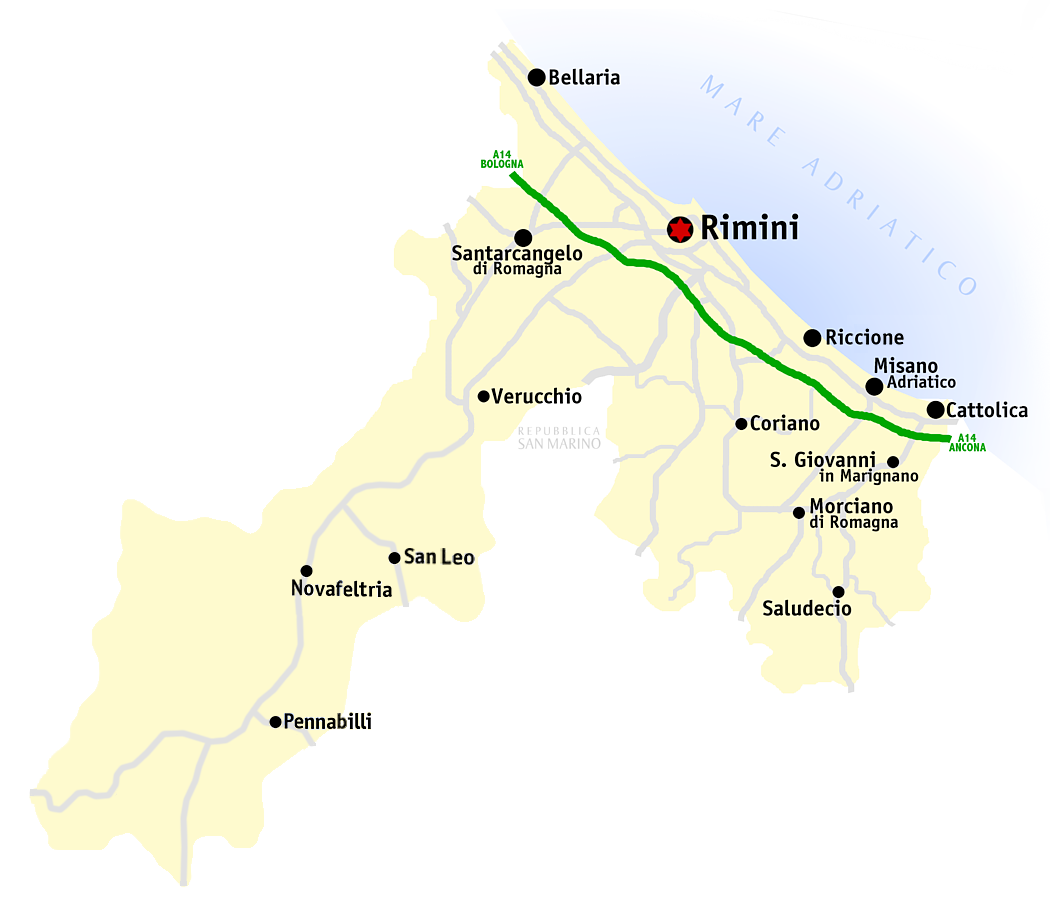
Rimini megye térképe

1992-ben hozták létre, Forlí megye területének egy részéből.2009-ben hét községet csatoltak hozzá Pesaro és Urbino megyéből, Marche régióból (Casteldelci, Maiolo, Novafeltria, Pennabilli, San Leo, Sant'Agata Feltria és Talamello).

## Legfontosabb települései
| Hely | Község                   | Lakosság | Kép |
| ---- | ------------------------ | -------- | --- |
| 1°   | Rimini                   | 141.505  |     |
| 2°   | Riccione                 | 35.543   |     |
| 3°   | Santarcangelo di Romagna | 21.118   |     |
| 4°   | Bellaria-Igea Marina     | 19.093   |     |
| 5°   | Cattolica                | 16.679   |     |
| 6°   | Misano Adriatico         | 12.157   |     |

## Fordítás
- Ez a szócikk részben vagy egészben  a   Provincia di Rimini című olasz Wikipédia-szócikk fordításán alapul.  Az eredeti cikk szerkesztőit annak laptörténete sorolja fel. Ez a jelzés csupán a megfogalmazás eredetét és a szerzői jogokat jelzi, nem szolgál a cikkben szereplő információk forrásmegjelöléseként.